# Olga Kazakova
Olga Mikhaïlovna Kazakova (russe: Ольга Михайловна Казакова; née le 30 mai 1968 à d'Oussolie-Sibirskoïe (Union soviétique) est une enseignante et femme politique russe. Ministre de la Culture du kraï de Stavropol de 2011 à 2012, elle siège à la Douma depuis 2012 et en préside la commission sur l'Éducation depuis 2021. 

## Biographie
Née d'un officier de l'armée soviétique, elle grandit avec sa famille dans la ville de Lougansk (RSS d'Ukraine). En 1990, elle sort diplômée de l'université de Lougansk en langue et littérature russes. Elle est membre du Komsomol. 
De 1984 à 1991, au Komsomol, elle est responsable du club de danse pour enfants et professeure de maternelle. De 1992 à 1996, elle est professeure d'école primaire à Vorkouta et Nevinnomyssk.
De 2000 à 2003, elle est assistante d'un député au parlement de la ville de Stavropol et directrice exécutive du Centre sportif Slavyansk. De 2003 à 2009, elle est la chef du service des affaires de la jeunesse de l'administration de la ville de Stavropol. De 2009 à 2011, elle est présidente de la commission de la jeunesse du gouvernement du kraï de Stavropol. De 2011 à 2012, elle est la ministre de la Culture du gouvernement du kraï de Stavropol.
Le 22 mai 2012, elle est élue députée de la Douma d'État, sous la bannière du Front populaire panrusse, représentant le territoire de Stavropol. Elle est membre du comité de la Douma d'État sur la famille, les femmes et les enfants.
Elle est réélue en 2016 et devient première vice-présidente de la commission de la culture.